# Butembo
Butembo ist eine Stadt in der Demokratischen Republik Kongo. Sie liegt in der Provinz Nord-Kivu im Osten des Landes und ist nach Goma die zweitgrößte Stadt der Provinz. Östlich von Butembo befindet sich der Virunga National Park. Laut einer Schätzung lebten 2012 217.625 Menschen in der Stadt.
Bis zum Bürgerkrieg im Ostkongo war Butembo ein bedeutendes Zentrum der Region, mit einem großen Marktzentrum sowie einem Krankenhaus und einem Flughafen. In der Stadt befindet sich seit 1989 die Université Catholique du Graben.
Butembo und sein Vorort Katwa waren im erheblichen Maße von der 2018 bis 2020 im Kongo grassierenden Ebolafieber-Epidemie betroffen.

## Einwohnerentwicklung
| Jahr | Erhebungsart | Einwohner |
| ---- | ------------ | --------- |
| 1984 | Zensus       | 73.312    |
| 2004 | Berechnung   | 165.333   |
| 2012 | Berechnung   | 217.625   |